# 安格拉·福格特
安格拉·福格特（德語：Angela Voigt，1951年5月18日—2013年4月11日）是东德女子田径运动员，曾获1976年夏季奥林匹克运动会跳远金牌。

## 生平
1976年5月，安格拉·福格特在德累斯顿创造6.92米的跳远世界纪录，并在随后7月份举行的第二十一届奥运会上获得金牌。
2013年4月11日，于萨克森-安哈尔特州马格德堡逝世。

## 外部連結
- 安格拉·福格特在的頁面
- 安格拉·福格特的奥运会战绩（英文），sports-reference.com